# A Esquerda (Itália)
A Esquerda (em italiano:  La Sinistra, LS) é uma coligação de partidos de esquerda em Itália que vai participar nas eleições europeias de 2019. Os seus principais membros são a Esquerda Italiana e o Partido da Refundação Comunista.

## Membros
| Partido | Partido                         | Ideologia              | Líder              |
| ------- | ------------------------------- | ---------------------- | ------------------ |
|         | Esquerda Italiana               | Socialismo democrático | Nicola Fratoianni  |
|         | Partido da Refundação Comunista | Comunismo              | Maurizio Acerbo    |
|         | A Outra Europa                  | Socialismo democrático | Massimo Torelli    |
|         | Partido do Sul                  | Regionalismo           | Natale Cucurese    |
|         | ÉViva                           | Ecossocialismo         | Francesco Laforgia |
|         | Convergência Socialista         | Socialismo             | Manuel Santoro     |